# Can You Feel It
Can You Feel It è una canzone del gruppo musicale statunitense The Jacksons pubblicata il 13 febbraio 1981 come terzo singolo dell'album Triumph del 1980. Il brano è stato scritto da Michael e Jackie Jackson mentre le due voci principali che si alternano durante la canzone sono quelle di Michael e di Randy Jackson.

## Descrizione
Il brano venne co-scritto da Michael Jackson, che aveva già iniziato a comporre brani per i fratelli a partire dall'album The Jacksons del 1976, e da Jackie Jackson, fratello più grande, che, prima di allora, si era solo firmato assieme ai fratelli col nome del gruppo nelle canzoni composte da tutti loro insieme. Pertanto Can You Feel It si annovera come la prima, e unica, canzone scritta soltanto da Michael e Jackie Jackson. La canzone fu ispirata da temi religiosi e di pace e armonia tra i popoli e fu una delle prime scritta dai membri del gruppo a trattare il tema del razzismo e della pace nel mondo. Non sapendo bene come descriverla, dato il suo stile eclettico, alcuni critici la definirono club-gospel, con il suo groove funk martellante e l'arrangiamento orchestrale impreziosito da vari strumenti come fiati, corni trionfali, campane che suonano, timpani rimbombanti e un coro di 30 elementi che creano una canzone da party e allo stesso tempo da coscienza sociale.

## Formati
Versione 7"
1. Can You Feel It (7" Edit) – 3:49 (Michael Jackson, Jackie Jackson)
2. Wondering Who – 4:19 (Randy Jackson, Jackie Jackson)

Versione 12"
1. Can You Feel It – 6:00 (Michael Jackson, Jackie Jackson)
2. Wondering Who – 4:19 (Randy Jackson, Jackie Jackson)

## Video musicale
Il videoclip del brano fu diretto da Michael Gibson e John Grower e si annovera come il primo tra i video musicali di Michael Jackson e dei suoi fratelli ad avere una durata da cortometraggio e a fare largo utilizzo di effetti speciali, considerati all'avanguardia per l'epoca, specialmente per un videoclip di un singolo pubblicato in un periodo di poco precedente all'avvento di MTV (che sarebbe nata solo qualche mese dopo), dato che i video dell'epoca utilizzavano spesso dei budget molto bassi ed erano perlopiù un collage di vari filmati degli artisti. Il cortometraggio musicale, della durata di 9 min. e 37 sec., venne intitolato The Triumph - Can You Feel It e vede i Jacksons muoversi in scenari astratti e fantascientifici mentre, con degli abiti argentati e sgargianti, appaiono come dei giganti sopra ad una città futuristica mentre distribuiscono giganteschi arcobaleni e luci e scintille a rappresentare la pace e l'armonia nel mondo. Essendo MTV nata solo il 1º agosto 1981, ed essendo quest'ultima allora restia nel trasmettere video musicali di artisti di colore (una regola che sarà lo stesso Michael Jackson a far infrangere nel 1983 con il suo video per Billie Jean), il corto venne presentato in esclusiva negli Stati Uniti da Dick Clark durante un episodio del famoso programma musicale American Bandstand il 19 settembre 1981.

## Formazione
- Michael Jackson - voce principale, cori, arrangiamenti
- Jackie Jackson - cori, arrangiamenti
- Tito Jackson - cori, chitarra
- Randy Jackson - voce principale, cori
- Marlon Jackson - cori, timpani

### Musicisti
- Greg Phillinganes - tastiere
- Ronnie Foster - tastiere
- David Williams - chitarra
- Tom Tom 84 - arrangiamenti degli archi
- Ollie Brown - batteria
- Gary Coleman - vibrafono
- Nathan Watts - basso
- Bill Wolfer (non accreditato sul libretto[6]) - sintetizzatore

### Coristi
- Yolanda Kenerly, Brigette Bush, Audra Tillman, Lita Aubrey, Rhonda Gentry, Roger Kenerly II, Soloman Daniels, Brian Stilwell, Gerry Gruberth, Peter Wade - coro bambini
- Stephanie Spruill, Paulette McWilliams, Bunny Hull, Carolyn Dennis, Venetta Fields, Josie James, Paulette Brown, Carmen Twillie, Lisa Roberts, Phyllis St. James, Roger Kenerly-Saint, Ronald Vann, Louis Price, Gregory Wright, Arnold McCuller, Roy Galloway, Jim Gilstrap, Gerry Garrett, Bob Mack, Tyrell (Rock) Deadrick - coro adulti

## Promozione
Il brano fu eseguito dai Jacksons come brano di apertura durante tutti i trentanove concerti del Triumph Tour nel 1981 e in seguito dovettero passare vent'anni prima che i fratelli tornassero ad eseguirla dal vivo: venne infatti eseguita dai sei fratelli al completo, sempre come brano di apertura, nei due concerti-evento Michael Jackson: 30th Anniversary Celebration - The Solo Years che si tennero al Madison Square Garden di New York il 7 e il 10 settembre del 2001 per celebrare i trent'anni di carriera solista di Michael Jackson.

## Cover
Tra i riadattamenti, nel 1998 vi fu il brano Feel It del gruppo musicale dance italiano The Tamperer featuring Maya, guidati dal DJ Mario Fargetta, che ne realizzarono una cover-remix dance che raggiunse anche la numero uno delle classifiche di Regno Unito e Irlanda.

## Classifiche
| Classifica (1981)            | Posizione massima |
| ---------------------------- | ----------------- |
| Belgio (Fiandre)             | 1                 |
| Regno Unito                  | 6                 |
| Stati Uniti                  | 77                |
| Dance Club Songs (Billboard) | 1                 |
| Hot Soul Singles (Billboard) | 30                |